# Kurteop
Kurteop (Gurtu), tibetski narod na sjeveru Butana u distriktu Lhuntse blizu kineske granice. Jezično su srodni narodima Khengpa (govore khengkha) i Bumthap (govore bumthangkha), a njihov jezik kurtokha, član je velike sinotibetske porodice. Populacija im iznosi oko 10,000. Ostali nazivi za njih su Kurtop, Kurtopa, Kutokha, Kurtopakha, Kurthopka, Kurteopkha, Kurthopkha, Kurtobikha i Kutobi Zhake. 
Kurteopi žive prilično izolirano. Žene su im poznate po tkalačkom umijeću, a ono donosi glavninu prihoda njihovoj zajednici. Tkanjem se žene bave pretežno u zimskom periodu, kad su slobodne od poljskiih poslova. Njihov je najvažniji proizvod, Kushuthara, žensko ruho izrađeno od svile ili pamuka, 

## Vanjske poveznice
- The Status of Minorities in Bhutan
- kushuthara (Woman's dress (kira)